# Poecilia chica
Poecilia chica är en fiskart som beskrevs av Miller, 1975. Poecilia chica ingår i släktet Poecilia och familjen Poeciliidae. Inga underarter finns listade i Catalogue of Life.